# Milan Revický
Milan Revický (ur. 20 maja 1965 w Bojnicach) – słowacki zapaśnik reprezentujący Słowację oraz Czechosłowację, walczący w stylu wolnym. Olimpijczyk z Barcelony 1992, gdzie zajął jedenaste miejsce w kategorii 74 kg.
Trzykrotny uczestnik mistrzostw świata; jedenasty w 1991 i 1994. Piąty na mistrzostwach Europy w 1992. Pięciokrotny mistrz Czechosłowacji, w latach: 1989-1992 roku.
- Turniej w Barcelonie 1992

Pokonał Cypryjczyka Konstandinosa Iliadisa, a przegrał z Kenny Mondayem z USA i Krzysztofem Walencikiem.